# Amon F1
Amon Racing  també conegut com a Chris Amon Racing Team va ser una escuderia neozelandesa de cotxes per competicions automobilístiques que va arribar a disputar curses a la Fórmula 1.

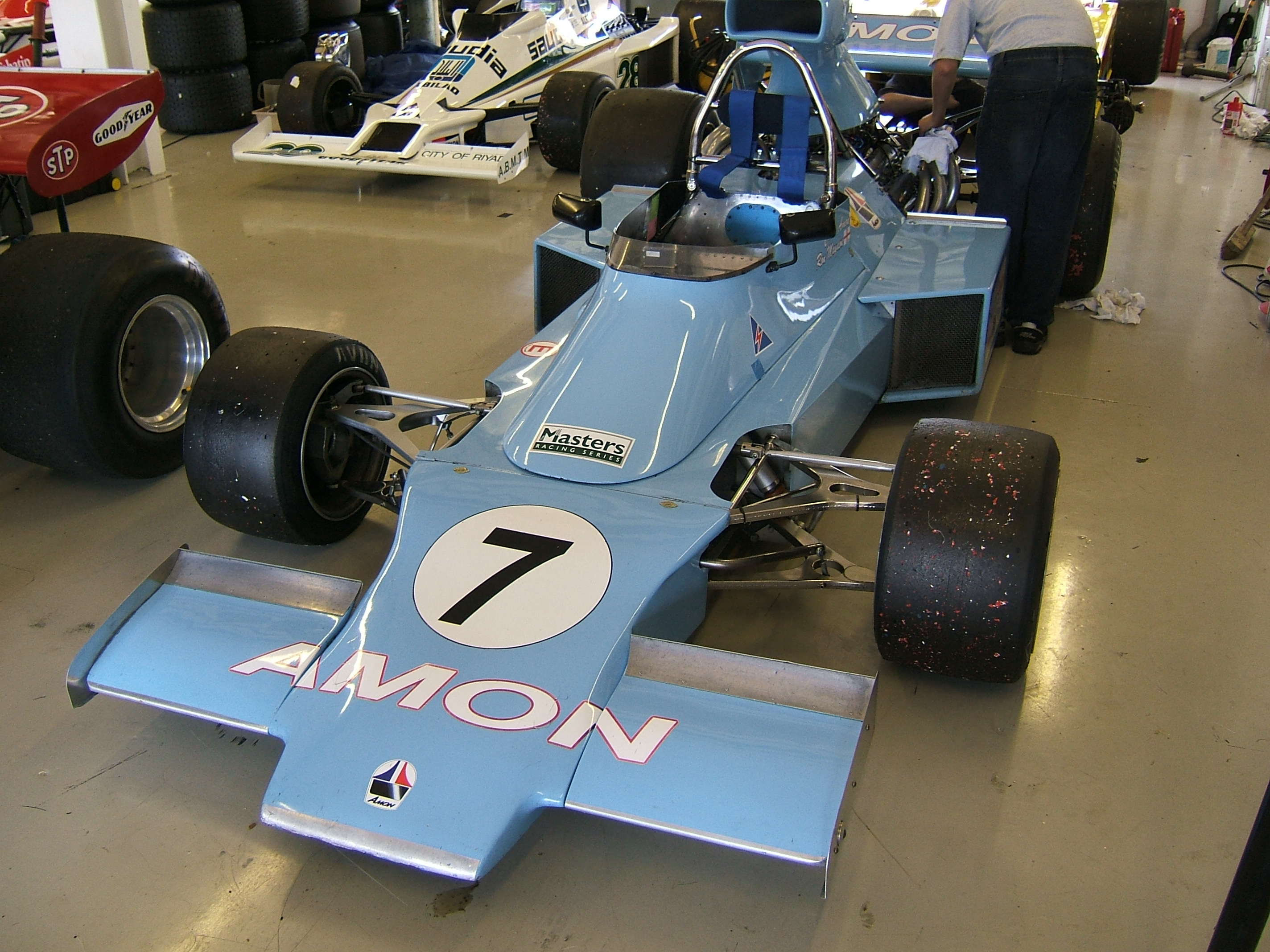
El Amon de F1.

## Història
Amon Racing va ser fundada pel pilot neozelandès Chris Amon amb un xassís fet per Gordon Fowell.
Va debutar a la Fórmula 1 a la 1974 en el GP d'Espanya de la mà del seu fundador, no podent finalitzar la cursa.
L'escuderia va ser present en 4 curses de la F1 amb un total de 5 monoplaces, no aconseguint finalitzar cap prova i no assolint punts pel campionat de la F1.
L'últim GP disputat va ser el Gran Premi d'Itàlia del 1974.

## Resultats a la F1
| Any  | Equip                     | Xassís | Motor    | Drivers       | 1   | 2   | 3   | 4   | 5   | 6   | 7   | 8   | 9   | 10  | 11  | 12  | 13  | 14  | 15  | WDC | Punts |
| ---- | ------------------------- | ------ | -------- | ------------- | --- | --- | --- | --- | --- | --- | --- | --- | --- | --- | --- | --- | --- | --- | --- | --- | ----- |
| 1974 | Dalton-Amon International | Amon   | Cosworth |               | ARG | BRA | SUD | ESP | BEL | MON | SWE | HOL | FRA | GBR | ALE | AUT | ITA | CAN | USA | NC  | 0     |
| 1974 | Dalton-Amon International | Amon   | Cosworth | Chris Amon    |     |     |     | Ret |     | NVS |     |     |     |     | NVQ |     | NVQ |     |     | NC  | 0     |
| 1974 | Dalton-Amon International | Amon   | Cosworth | Larry Perkins |     |     |     |     |     |     |     |     |     |     | NVQ |     |     |     |     | NC  | 0     |

### Palmarès a la F1
- Curses: 5
- Victòries: 0
- Podis: 0
- Poles: 0
- Voltes ràpides 0
- Millor classificació al mundial de constructors: -
- Punts: 0